# Euphorbia avasmontana
Euphorbia avasmontana (укр. Еуфорбія авасмонтана) — вид сукулентних рослин з родини молочайні (Euphorbiaceae).

## Історія

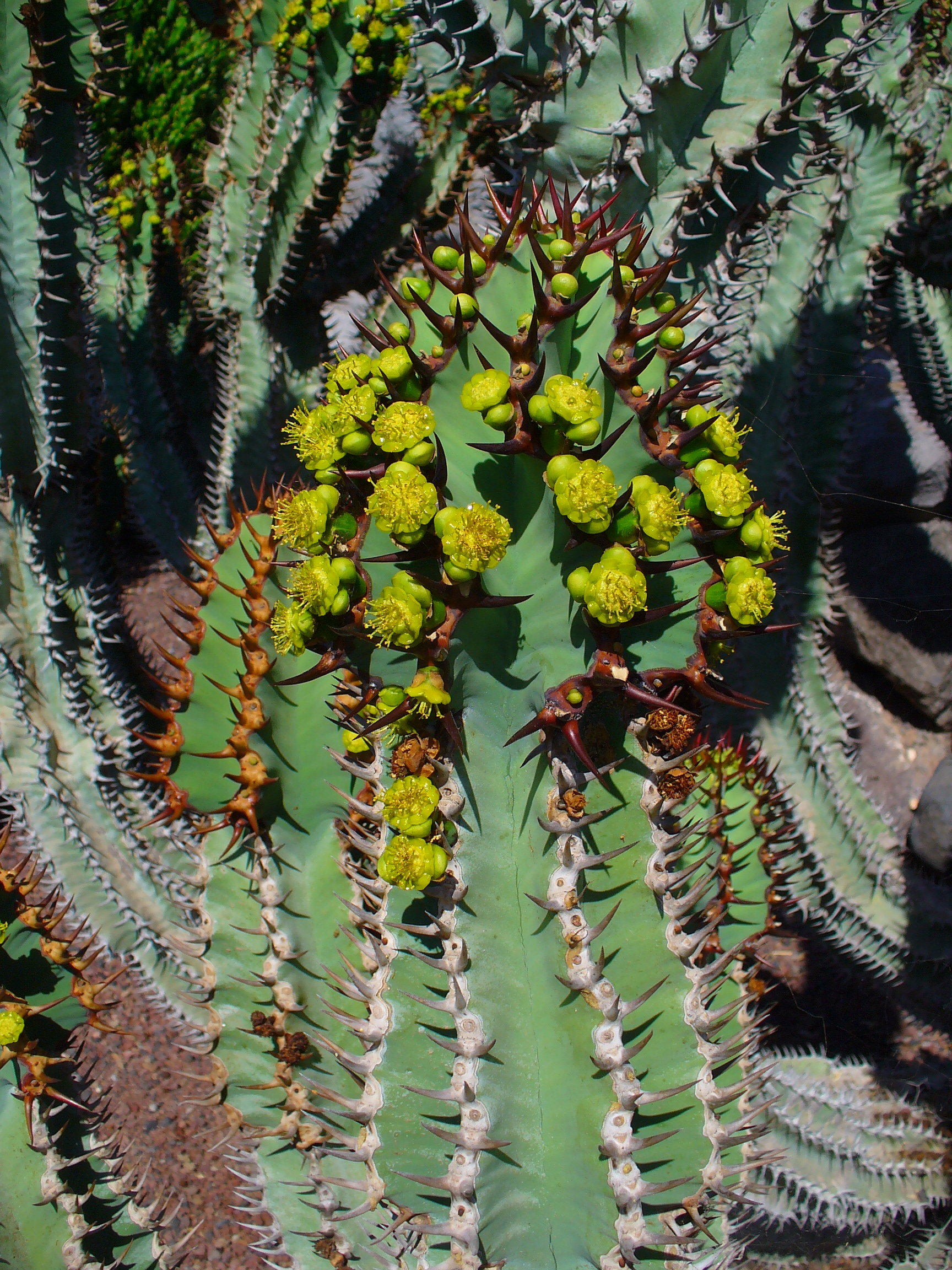
Суцвіття Euphorbia avasmontana

Вид вперше описаний німецьким ботаніком Моріцом Куртом Дінтером (нім. Moritz Kurt Dinter, 1868—1945) у 1928 році у виданні англ. «Repertorium Specierum Novarum Regni Vegetabilis».

## Опис
Багатостеблові, колючі, стовпчасті кактусоподібні сукуленти з молочним латексом, що розгалужуються при основі, 2-2,5 м заввишки, які можуть розростатися майже так само завширшки. Це один з багатьох південноафриканських молочаїв, що на перший погляд виглядають дуже схожими один на одного. Його можна легко переплутатися з Euphorbia virosa та іншими великими молочаями.
Стебла: рідко розгалужені 6-7 см в діаметрі нерівномірно звужені в різних інтервалах (приблизно 10-15 см).
Ребра: 5-7, з дрібними борознами, на відстані ± 1 см.
Листя: присутні лише на молодих рослинах.
Шипи: Прямі, спарені, завдовжки 1-2 см, розташовані по всій довжині колоноподібних відростків.
Квітки: невеликі цимозні суцвіття жовтого кольору. В Європі (в культурі) цвітуть переважно навесні і восени.
Плоди: чітко трикутні коробочки завширшки до 6 мм.
Насіння: діаметром 1,7 мм, гладкі.

## Поширення та екологія

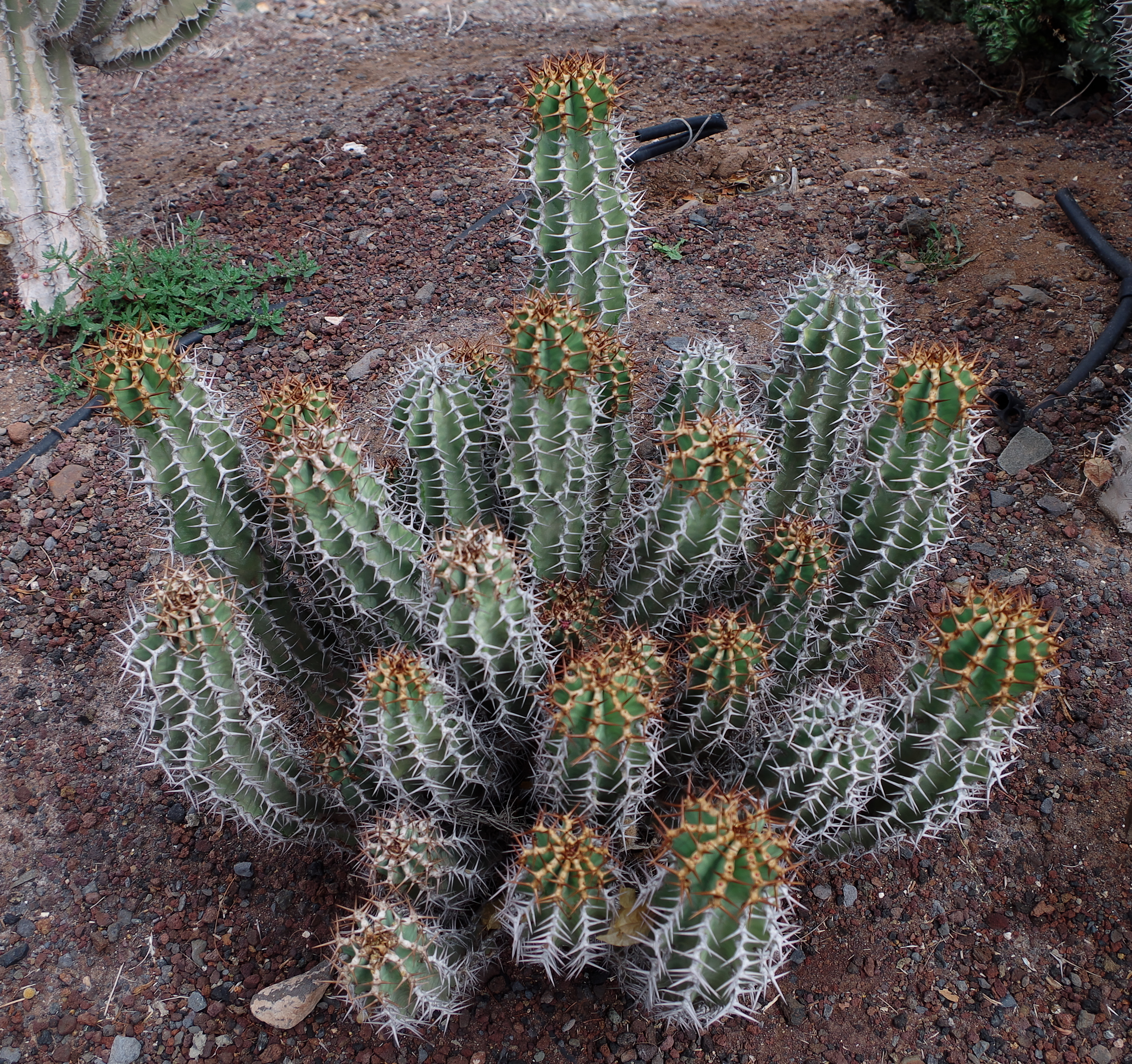
Euphorbia avasmontana у рідному середовищі в Намібії

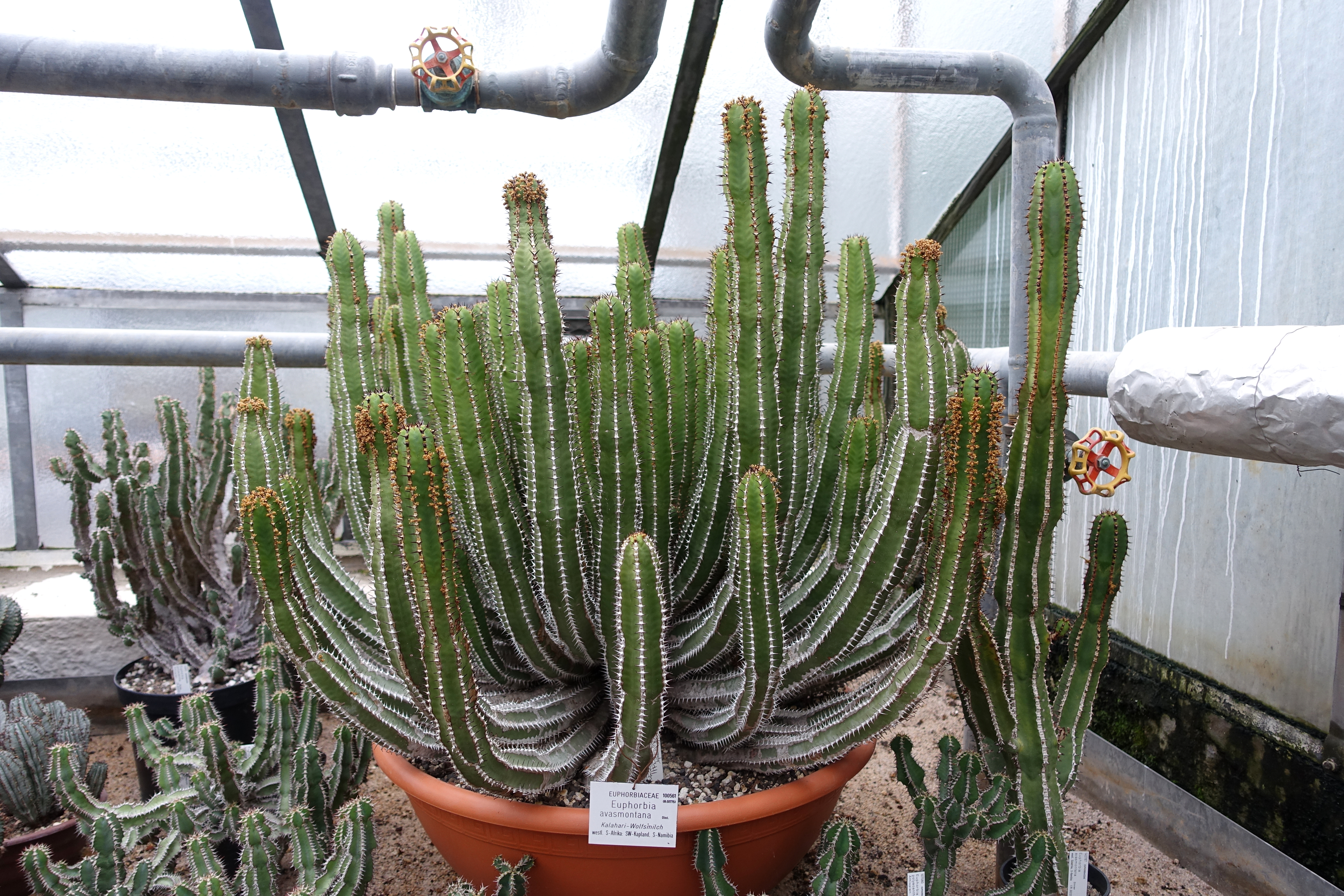
Euphorbia avasmontana в Гайдельберзькому ботанічному саду, Гайдельбер, Німеччина

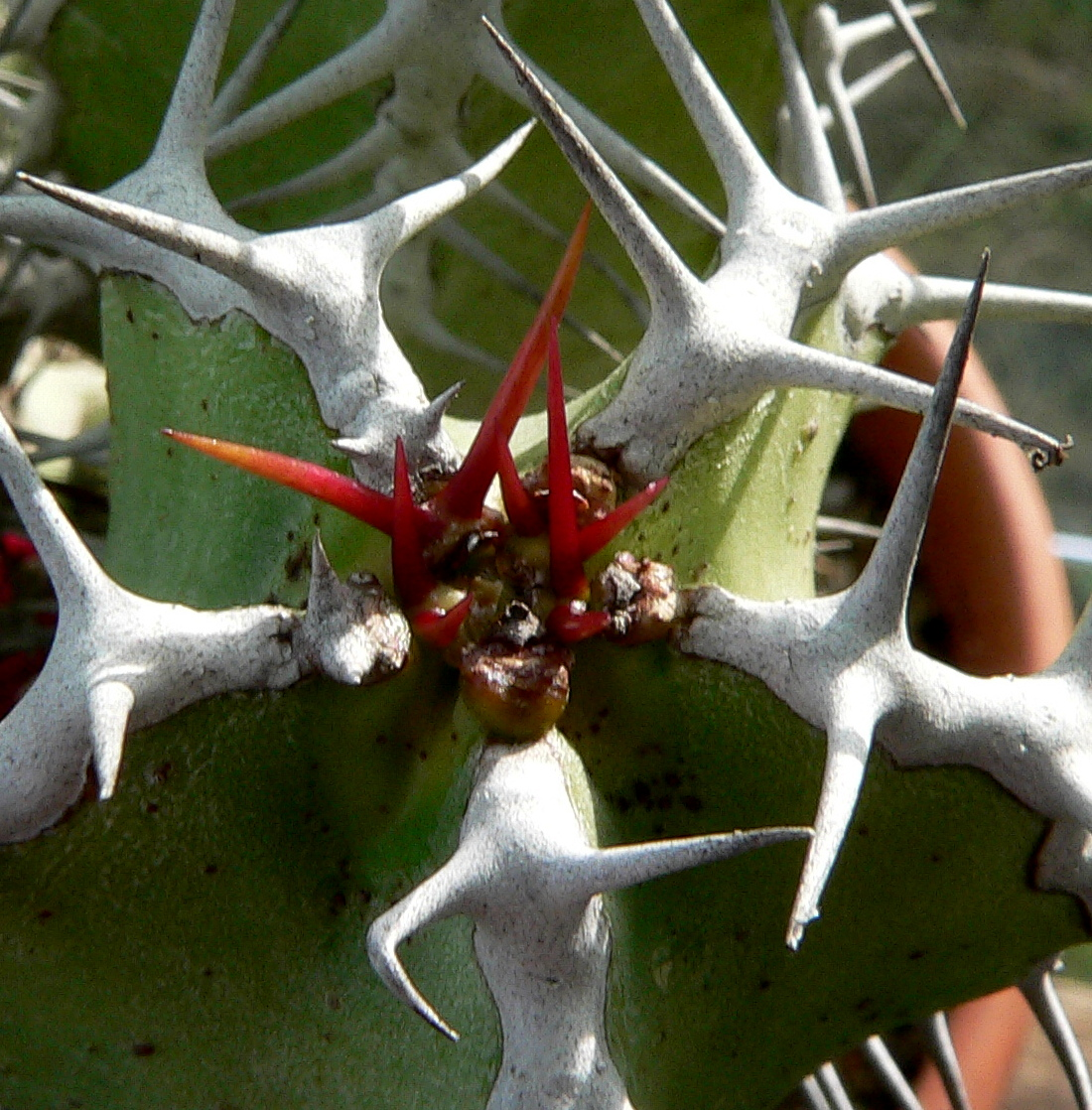
Шипи Euphorbia avasmontana

Ареал Euphorbia avasmontana розташований майже цілком в Намібії, захоплюючи територію Північно-Капської провінції в Південно-Африканській Республіці. Рослини зростають на схилах пагорбів, іноді на скелястих оголеннях; зрідка зустрічається на вершинах гір і в інших місцях проживання. Часто росте разом з Aloe dichotoma.

## Культивування
Це легкий вид для вирощування, який підходить для будь-якого добре дренованого ґрунту на сонці. Але молоді рослини добре ростуть і в приміщенні. Рослини надають перевагу добре проникній земляній суиіші, яка переважно складається з неорганічних матеріалів, таких як глина, пемза, лави, і лише трохи торфу або листової землі. Полив регулярний під час активного вегетаційного періоду з березня по вересень (в Європі). Вода ніколи не повинна застоюватись навколо коріння. Взимку рослини тримають майже повністю сухими.

### Розмноження
Легко розмножувати живцями наприкінці весни до літа, просто зрізати живці, дати їм висохнути протягом 1 або 2 тижнів і посадити їх в землю (бажано сухий, проникний, надзвичайно добре дренований ґрунт).
При зрізанні рослина виліляє латекс, який вважається найбільш отруйним з усіх видів. Легкий мазок латексом на шкірі або обличчі створює пухирі, а вдихання повітря поблизу виділення латексу може викликати відчуття печіння в горлі. Латекс дратує очі і може викликати сліпоту. При контакті з латексом потрібно не торкатися обличчя або очей до того, як помити руки водою з милом.

## Традиційне використання
Використовується бушменами для оглушення риби, що дозволяє ловити її руками. Рибну отруту готують таким чином: замочують пучок трави в латексі, прив'язують його до каменю і кидають у воду. Паралізована риба піднімається на поверхню протягом короткого періоду часу.
Ці молочаї можна вирощувати у великому, кам'янистому, добре дренованому ґрунті в садах на сухих територіях, однак через латекс і шипи вони не рекомендуються для сімейного саду. Це дуже посухостійкий, але вразливий до морозу вид.

## Охоронні заходи
Вид включений до додатку II конвенції про міжнародну торгівлю видами дикої фауни і флори, що перебувають під загрозою зникнення (CITES).
Включений до Червоного списку південноафриканських рослин (англ. Red List of South African Plants). Має статус «найменший ризик».